# Fortabt i rummet
Fortabt i rummet er en dansk eksperimentel animationsfilm fra 1998 med instruktion og manuskript af Gunnar Wille.

## Handling
Taranteltågen - 5 millioner lysår fra Jorden. Et énmandsrumskib er i vanskeligheder og rumskipperens liv er i fare. Iltmangel gør det ikke bedre, og han må forlade skibet i et sært univers i det enorme rumhav, hvor robotter gennemspiller kærlighedsdramaet om Romeo Y og Julie X, og en mild pornokanal med en fristende pige og en edderkop momentvis flimrer.